# Penrosada satura
Penrosada satura är en fjärilsart som beskrevs av Gustav Weymer 1911. Penrosada satura ingår i släktet Penrosada och familjen praktfjärilar. Inga underarter finns listade i Catalogue of Life.